# Corydalus
Corydalus là một chi côn trùng bay lớn trong họ Corydalidae. Chúng là loài đặc hữu của Bắc, Trung và Nam Mỹ và có khoảng 35 loài được biết đến. Các thành viên của chi có chiều dài cánh lên đến 85 mm. Chúng là loài dị hình giới tính, với những con đực có hàm dưới lớn được sử dụng để nắm lấy con cái trong khi giao phối trong khi con cái có hàm nhỏ hơn. Ấu trùng được biết đến với tên gọi là hellgrammites và là động vật ăn thịt dưới nước.

## Các chi
- Corydalus affinis Burmeister, 1839 - Argentina, Bolivia, Brazil, Colombia, Ecuador, French Guiana, Guyana, Paraguay, Peru, Venezuela
- Corydalus amazonas Contreras-Ramos, 1998 - Brazil
- Corydalus armatus Hagen, 1861 - Argentina, Bolivia, Brazil(?), Colombia, Ecuador, Peru, Venezuela
- Corydalus arpi Navás, 1936 - Venezuela
- Corydalus australis Contreras-Ramos, 1998 - Argentina, Brazil, Uruguay
- Corydalus batesii McLachlan, 1867 - Bolivia, Brazil, Colombia, Ecuador, French Guiana, Guyana, Peru, Suriname, Venezuela
- Corydalus bidenticulatus Contreras-Ramos, 1998 - Mexico, Arizona
- Corydalus cephalotes Rambur, 1842 - Brazil
- Corydalus clauseni Contreras-Ramos, 1998 - Colombia, Costa Rica, Ecuador
- Corydalus clavijoi Contreras-Ramos, 2002
- Corydalus colombianus Contreras-Ramos, 1998 - Colombia
- Corydalus cornutus (Linnaeus, 1758) - Eastern dobsonfly - Eastern North America
- Corydalus crossi Contreras-Ramos, 2002
- Corydalus diasi Navás, 1915 - Argentina, Brazil, Paraguay
- Corydalus ecuadorianus Banks, 1948 - Ecuador
- Corydalus flavicornis Stitz, 1914 - Colombia, Costa Rica, Ecuador, El Salvador, Guatemala, Honduras, Panama, Peru, Venezuela
- Corydalus flinti Contreras-Ramos, 1998 - Venezuela
- Corydalus hayashii Contreras-Ramos, 2002
- Corydalus hecate McLachlan, 1866 - Brazil, Peru, Venezuela
- Corydalus holzenthali Contreras-Ramos, 1998 - Bolivia, Peru
- Corydalus ignotus Contreras-Ramos, 1998 - French Guiana
- Corydalus imperiosus Contreras-Ramos, 1998 - Argentina
- Corydalus longicornis Contreras-Ramos, 1998 - Argentina, Bolivia, Ecuador
- Corydalus luteus Hagen, 1861 - Southern United States, Mexico, Central America
- Corydalus magnus Contreras-Ramos, 1998 - Central America
- Corydalus mayri Contreras-Ramos, 2002
- Corydalus neblinensis Contreras-Ramos, 1998 - Venezuela
- Corydalus nubilus Erichson, 1848 - Brazil, French Guiana, Guyana, Venezuela
- Corydalus parvus  Stitz, 1914 - Ecuador, Peru
- Corydalus peruvianus K. Davis, 1903 - Argentina, Bolivia, Colombia, Costa Rica, Ecuador, Guatemala, Mexico, Panama, Peru, Venezuela
- Corydalus primitivus Van der Weele, 1909 - Argentina, Bolivia
- Corydalus territans Needham, 1909
- Corydalus tesselatus Stitz, 1914 - Venezuela
- Corydalus texanus Banks, 1903 - Southwest United States, Guatemala, Mexico
- Corydalus tridentatus Stitz 1914 - Brazil[3][4]